# Квак білошиїй
Квак білошиїй (Gorsachius magnificus) — вид птахів родини чаплевих (Ardeidae).

## Поширення
Вид поширений на півдні Китаю та півночі В'єтнаму. Гніздування зафіксовані у китайських провінціях Гуансі і Гуандун, та в'єтнамській провінції Баккан. Раніше траплявся на острові Хайнань, але востаннє його там спостерігали у 1962 році. Його природне середовище існування — вологі та рівнинні тропічні та субтропічні ліси. Живе біля річок, струмків і водойм, також трапляється на рисових полях поблизу лісів. Птах є рідкісним, а його загальна чисельність оцінюється не більше ніж у 1500 птахів.

## Опис
Чапля заввишки до 54 сантиметрів. Оперення переважно коричневе. Корона чорна з чорно-бурим гребенем з пір'я. За оком помітна біла пляма, щоки коричнево-чорні. Підборіддя і горло білі. Ділянка навколо очей помітно жовто-зеленувата, райдужка жовта. Дзьоб темний, тільки нижня сторона дзьоба злегка жовто-зеленувата. Передня частина шиї має помітні вертикальні смуги від коричневого до коричнево-чорного. Верхня частина тіла темно-сіро-коричнева з легким пурпуровим відтінком. Крила сіро-чорні, а ноги зелені. Статевий диморфізм слабо виражений. Голова і шия самок забарвлені трохи менш контрастно, ніж самців. Вони також мають трохи коротший гребінь.

## Спосіб життя
Про спосіб життя птаха відомо дуже мало. Згідно з наявними даними, він веде нічний спосіб життя і будує гнізда високо на деревах. У раціон входить риба, креветки і комахи. Однак вважається, що він ще недостатньо досліджений.